# MBC 화요 드라마
MBC 화요 드라마는 대한민국의 문화방송에서 매주 화요일에 방송되었던 TV 드라마 작품이다.

## 작품 리스트
|  | - 아래의 텔레비전 드라마 중 2002년 11월 이후에 시청 가능 연령을 표시하는 드라마 등급 제도를 의무적으로 시행하고 있습니다. - 2017년 3월 1일부터 TV 프로그램 등급 표시 외에 주제, 폭력성, 선정성, 언어, 모방 위험 등 분류 사유 표시를 의무적으로 시행하고 있습니다. |

### 1969년 개국 이후
- 《이상한 아이》 : 1969년 8월 11일 ~ 1969년 11월 11일
- 《유랑극단》 : 1969년 11월 18일 ~ 1970년 3월 17일

### 1970년대
- 《화려한 계절》 : 1970년 3월 24일 ~ 1970년 5월 26일
- 《울밀대》 : 1970년 8월 14일 ~ 1970년 11월 24일
- 《낮과 밤》 : 1970년 12월 1일 ~ 1971년 2월 23일
- 《검은 세월》 : 1971년 3월 2일 ~ 1971년 9월 28일
- 《수사반장》 : 1971년 7월 20일 ~ 1971년 9월 28일
- 《가을에 온 사람》 : 1971년 10월 5일 ~ 1972년 1월 4일
- 《백장미》 : 1972년 7월 11일 ~ 1972년 10월 3일
- 《앵골고개》 : 1972년 10월 10일 ~ 1973년 2월 6일
- 《두만강》 : 1973년 2월 13일 ~ 1973년 6월 26일
- 《밤길》 : 1973년 7월 3일 ~ 1973년 10월 2일
- 《손님》 : 1973년 7월 23일 ~ 1973년 11월 19일
- 《얼굴》 : 1974년 11월 26일 ~ 1975년 4월 8일
- 《소망》 : 1975년 4월 15일 ~ 1975년 6월 10일
- 《제3교실》 : 1975년 7월 8일 ~ 1975년 9월 30일, 1977년 7월 19일 ~ 1980년 2월 26일
- 《억순이》 : 1975년 10월 14일 ~ 1976년 2월 10일
- 《엄마의 얼굴》 : 1976년 2월 17일 ~ 1976년 9월 28일
- 《재회》 : 1976년 10월 5일 ~ 1977년 2월 8일
- 《봄처녀 오셨네》 : 1977년 2월 15일 ~ 1977년 7월 12일

### 1980년대
- 《홍변호사》 : 1980년 9월 2일 ~ 1980년 10월 7일
- 《전원일기》 : 1980년 10월 21일 ~ 1996년 2월 27일

## 같이 보기
- MBC 월화 드라마